# 哈利·阿特金森
哈利·阿尔贝特·阿特金森（Harry Albert Atkinson）（1831年11月1日—1892年6月28日），新西兰政治家，19世纪80年代萧条时期任总理，实行经济上自力更生和紧缩政府开支的政策。1853年移居新西兰塔拉纳基省。在1860年和1863年的毛利战争中立下战功。1864年—1865年任国防部长，鼓吹依靠殖民地自身的军队同毛利人作战。1872年成为尤勒斯·沃格尔“连续内阁”中的主要人物。1876—1877年任总理。后两度任殖民地财政部长（1879—1882，1882—1883）和两度任总理（1883—1884，1887—1890），与持续的萧条进行斗争，并实行保护关税（1888年）和鼓励拓地务农以促进国内工业。1890年12月竞选失败后任立法议会议长。1888年封爵士。